# Plauer Hubbrücke
Die Plauer Hubbrücke ist eine 1916 errichtete stählerne Hubbrücke im Zentrum der Stadt Plau am See in Mecklenburg-Vorpommern. 
Die denkmalgeschützte 13 Meter lange Brücke wird von Booten bei der Ausfahrt aus dem Plauer See in die Elde unterfahren. Mit einer Hubhöhe von bis zu 1,86 m ist sie die höchste Hubbrücke Mecklenburgs. Die Durchfahrtshöhe ist jeweils vom Pegelstand abhängig.

## Geschichte

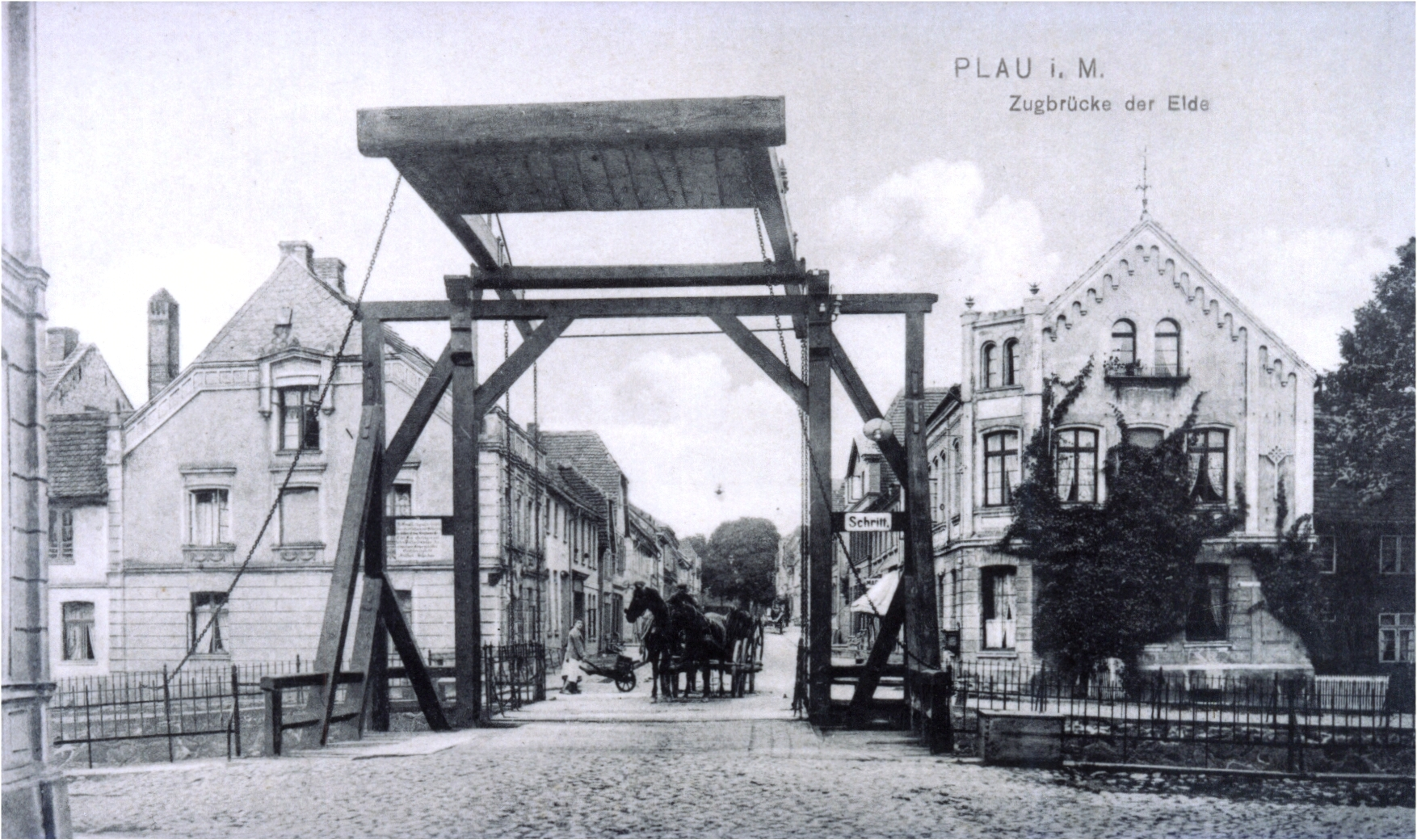
Historische Zugbrücke (bis 1916)

Gebaut wurde die Hubbrücke 1916 an Stelle einer hölzernen Zugbrücke. 1945 wurde die Brücke vor der Sprengung bewahrt.
In den Jahren 1991/92 erfolgte eine Instandsetzung sowie 2020/21 eine Grundinstandsetzung einschließlich Einbau einer neuen Antriebstechnik. Dabei wurde auch eine Fernbedienung unter Berücksichtigung des Denkmalschutzes realisiert.
Bis zu diesem Umbau musste der Schleusenwärter, der ein paar Hundert Meter eldeabwärts die Schleuse an der „Hühnerleiter“ bedient, mit dem Fahrrad zur Brücke fahren, um die Brücke aus dem Holzhaus direkt zu steuern. Nun können Bootsführer, die vom Plauer See kommen, den Durchfahrtswunsch telefonisch melden.